# Elizabeth Siddal
Elizabeth ("Lizzie")  Eleanor Siddal, född 25 juli 1829 i London, död 11 februari 1862 i London, var en brittisk konstnär, poet och konstnärsmodell. Efternamnet stavas även Siddall, och som gift Rossetti.
Hennes konst ingår i samlingarna på bland annat Wightwick Manor och Ashmolean Museum. Hon umgicks med konstnärerna i det prerafaelitiska brödraskapet och stod modell för bland andra Walter Deverell, William Holman Hunt, John Everett Millais (bland annat Ofelia) och Dante Gabriel Rossetti (bland annat Beata Beatrix). Hon var gift med Rossetti från 1860 till sin egen död av en överdos laudanum, endast 32 år gammal.

## Galleri

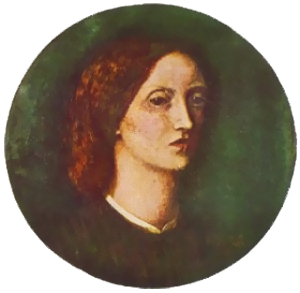
Självporträtt från 1854.
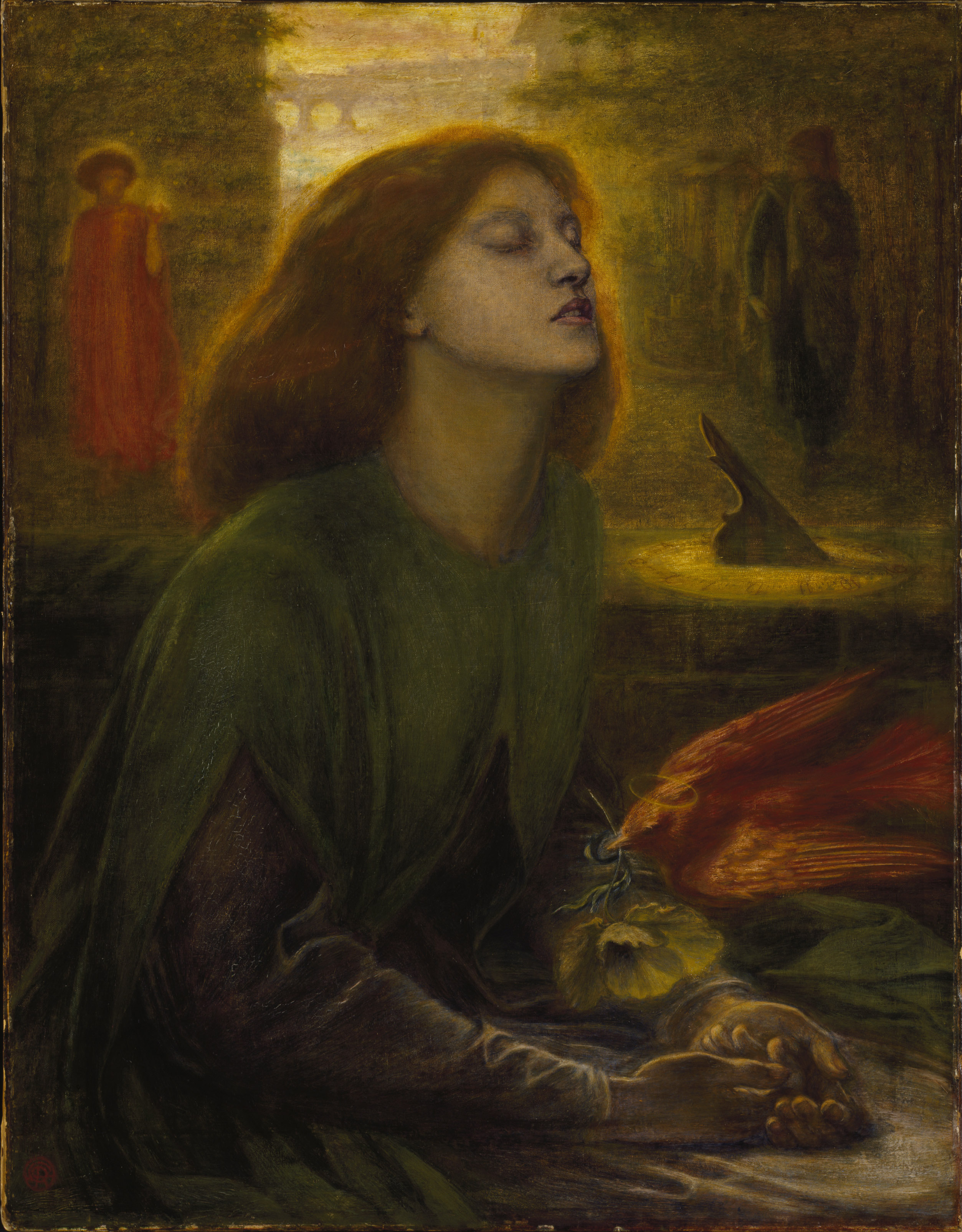
Dante Gabriel Rossettis Beata Beatrix (1864–1870) målades efter hennes död, men baserades på skisser av henne.
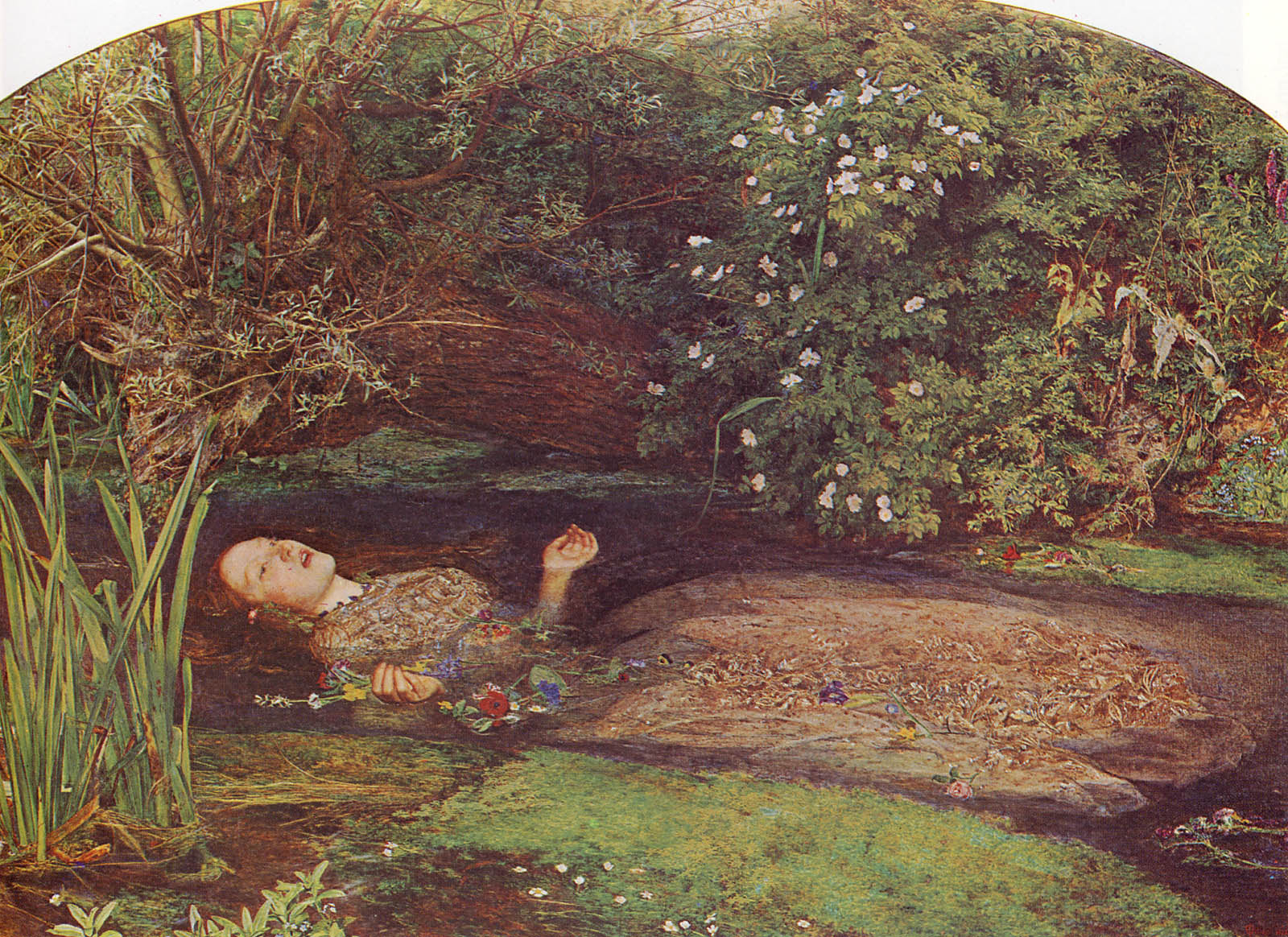
John Everett Millais Ofelia (1851–1852).